# بو (فیلم ۲۰۲۳)
بو (انگلیسی: Boo) فیلم دلهره‌آور هندی دوزبانه تامیل-تلوگو، تولید سال ۲۰۲۳ است که توسط ای. ال. ویجای نوشته و کارگردانی گردید. بازیگران اصلی فیلم راکول پریت سینگ، ویشواک سن، نیوتا پتوراج، مانجیما موهان، مگها آکاش و ریبا مونیکا جان هستند. این فیلم اولین بار در روز ۲۷ مهٔ ۲۰۲۳، از سرویس پخش جیوسینما به نمایش درآمد.